# Rhinobothryum bovallii
Espèce
Statut de conservation UICN

 LC  : Préoccupation mineure
Rhinobothryum bovallii  est une espèce de serpents de la famille des Colubridae.

## Répartition
Cette espèce se rencontre :
- au Honduras ;
- au Nicaragua ;
- au Costa Rica ;
- au Panama ;
- dans le nord-ouest de la Colombie dans les départements de Nariño, de Cauca, de Valle del Cauca, du Chocó, d'Antioquia, de Córdoba, de Caldas et de Santander ;
- au Venezuela dans l'État de Zulia ;
- en Équateur.

## Étymologie
Cette espèce est nommée en l'honneur de Carl Erik Alexander Bovallius (1849–1907).

## Publication originale
- Andersson, 1916 : Notes on the reptiles and batrachians in the Zoological museum at Gothenburg : with an account of some new species. Göteborgs Kungliga Vetenskaps och Vitter-Hets Samhalles Handlingar, Series B, ser. 4, vol. 17, p. 1-41.